# Bostonia (Kalifornija)
Bostonia je naseljeno područje za statističke svrhe u američkoj saveznoj državi Kalifornija. Prema popisu stanovništva iz 2010. u njemu je živjelo 15,379 stanovnika.